# Adélia Garcia
Adélia Augusta Pires Garcia, conocida como Adélia García (Caçarelhos, 15 de junio de 1933 - Caçarelhos, 31 de diciembre de 2016) fue una cantante portuguesa de canciones tradicionales, referente para etnomusicólogos y artistas que viajaron a Trás-os-Montes para grabarla y aprender su vasto repertorio tradicional.

## Biografía
Adélia Augusta Pires Garcia nació el 15 de junio de 1933 en el pueblo de Caçarelhos, en el municipio de Vimioso en el noreste de Trás-os-Montes, en el seno de una familia humilde.
Además de dedicarse a las tareas domésticas y agrícolas, impartía clases de catecismo, fue miembro del coro de la iglesia, fue parte del rancho y también contrabandista, incluso mientras estuvo presa en Oporto.
En los años 60 del siglo XX, fue descubierta por Michel Giacometti quien la grabó para incluirla en su proyecto de recopilación de música popular, momento desde el que se dio a coocer su voz y su vasto repertorio tradicional y popular (canciones, novelas, oraciones).
A partir de entonces, acudieron a Caçarelhos para conocerla, grabarla y aprender de ella otras personas como Né Ladeiras, Judith Cohen, José Alberto Sardinha, Alberto Jambrina Leal, Pablo Madrid, Anne Caufriez, José Manuel González Matellán, Daniel Loddo, Enrique Cámara de Landa, Tiago Pereira, B-Facade, Mário Correia, Galandum Galundaina, Manuel Rocha de Brigada Vitor Jara, bailarina y coreógrafa Ana Rita Teodoro, João Botelho, Adriano Smaldone, Francesco Giarrusso y José Barbieri (MemoriaMedia) entre otros.
Sin salir nunca de Caçarelhos, Adélia García llegó a grabar y participar en discos, documentales y películas. Falleció el 31 de diciembre de 2016.

## Repertorio
Discos
- 1980 - Portugal: Trás-Os-Montes: Chants Du Blé et Cornemuses De Berger, recopilado por Anne Caufriez[10]

- 1994 - Brings the Hills[11][12]

- 1999 - Cantigas da segada: Caçarelhos - Vimioso[13][14]

- 2013 - Dêem-me duas velhinhas, eu dou-vos o universo[15]

- 2017 - Omiri - Balón electrónico[16]

Documentales, películas y vídeos
- 1997 - Video de la canción Çarandilheira del álbum Traz os Montes de Né Ladeiras, Adélia aparece cantando sentada a su lado.[17]

- 2003 - Gente que canta: colecciones etnográficas en un Portugal desconocido (2000/2003), documental dirigido por Manuel Rocha e Ivan Dias[18][19]

- 2006 - 11 Burros Caem de Estômago Vazio, documealnt dirigido por Tiago Pereira[20]

- 2008 - Fachada B: tradición oral contemporánea, documental dirigido por Tiago Pereira[21][22]

- 2009 - Canto da Terra d'Água, dirigida por Adriano Smaldone, Francesco Giarrusso[23][24]

- 2010 - Joana Transmontana (música del álbum Há Festa na Moradia de B Fachada), vídeo realizado por Tiago Pereira[25]

- 2012 - Anquanto la Lhéngua fur Cantada, del director João Botelho[26]

- 2015 - La gente que todavía canta: Adélia García, serie documental del director Tiago Pereira[27]

## Reconocimientos
Adélia Garcia fue mencionada en varios libros que se centran en etnomusicología y cuestiones etnográficas, como World Music: Africa, Europe and the Middle East, escrito por Frederick Dorian, Orla Duane y James McConnachie que hacen referencia al álbum Trás-os-Montes de Né Ladeiras en la página 236.
En el libro Estudos Mirandeses, equilibrio y orientaciones de José Francisco Meirinhos, se menciona a Garcia en el capítulo dedicado a la ecografía mirandesa.
Participó en varios documentales del director Tiago Pereira, apareciendo en numerosos vídeos de ella de su proyecto A Música Portuguesa A Gostar Dela Própria, a través del que le rinde homenaje. También le dedicó un capítulo completo de su libro de la serie documental O povo que aún canta.
La cantante Éme grabó una versión de Muito chorei eu no domingo à tarde, una de las canciones que grabó para A Música Portuguesa A Gostar Dela Própria incluida en su disco Domingo à Tarde.
Ya había hecho lo mismo, en 2006, B Fachada, con el tema Dona Filomena que aprendió con Garcia en su casa, e incluyó en su disco Um fin de semana en el Ponei Dourado.
En 2019, fue homenajeada en el Festival Intercéltico de Sendim (FIS) y en el festival Bons Sons por el dúo Adélia.